# Cónclave de 1799-1800
El cónclave papal que siguió a la muerte del Papa Pío VI, acaecida el 29 de agosto de 1799, condujo a la elección de Barnaba Chiaramonti como Pío VII, el 14 de marzo de 1800. Este cónclave, el último realizado fuera de Roma, fue celebrado en Venecia. Este período estuvo marcado por la incertidumbre por la permanencia del Papa y la Iglesia católica tras la invasión de los Estados Pontificios y el secuestro de Pío VI bajo el Directorio francés.

## Antecedentes

### Pío VI
El reinado de Pío VI había estado marcado por la tensión entre su autoridad y la de los monarcas europeos y de otras instituciones, tanto seculares como eclesiásticas. Esto se debió en gran parte a sus pretensiones liberales y la presencia de reformistas moderados. Al iniciar su pontificado, prometió continuar la obra de su predecesor, Clemente XIV, quien había anunciado la disolución de la Compañía de Jesús en su breve Dominus ac Redemptor de 1773. Movimientos projesuíticos permanecieron en apoyo de Pío, pensando en éste más motivado hacia la Compañía que hacia los pensamientos de Clemente. A este conflicto se sumó la amenaza del Archiducado de Austria, cuando su gobernante, el emperador José II, realizó reformas internas que entraban en conflicto con el poder del Papado. Además, arzobispos alemanes habían expuesto ideas independentistas en el Congreso de Ems, de 1786, siendo pronto aplastadas sus ideas.

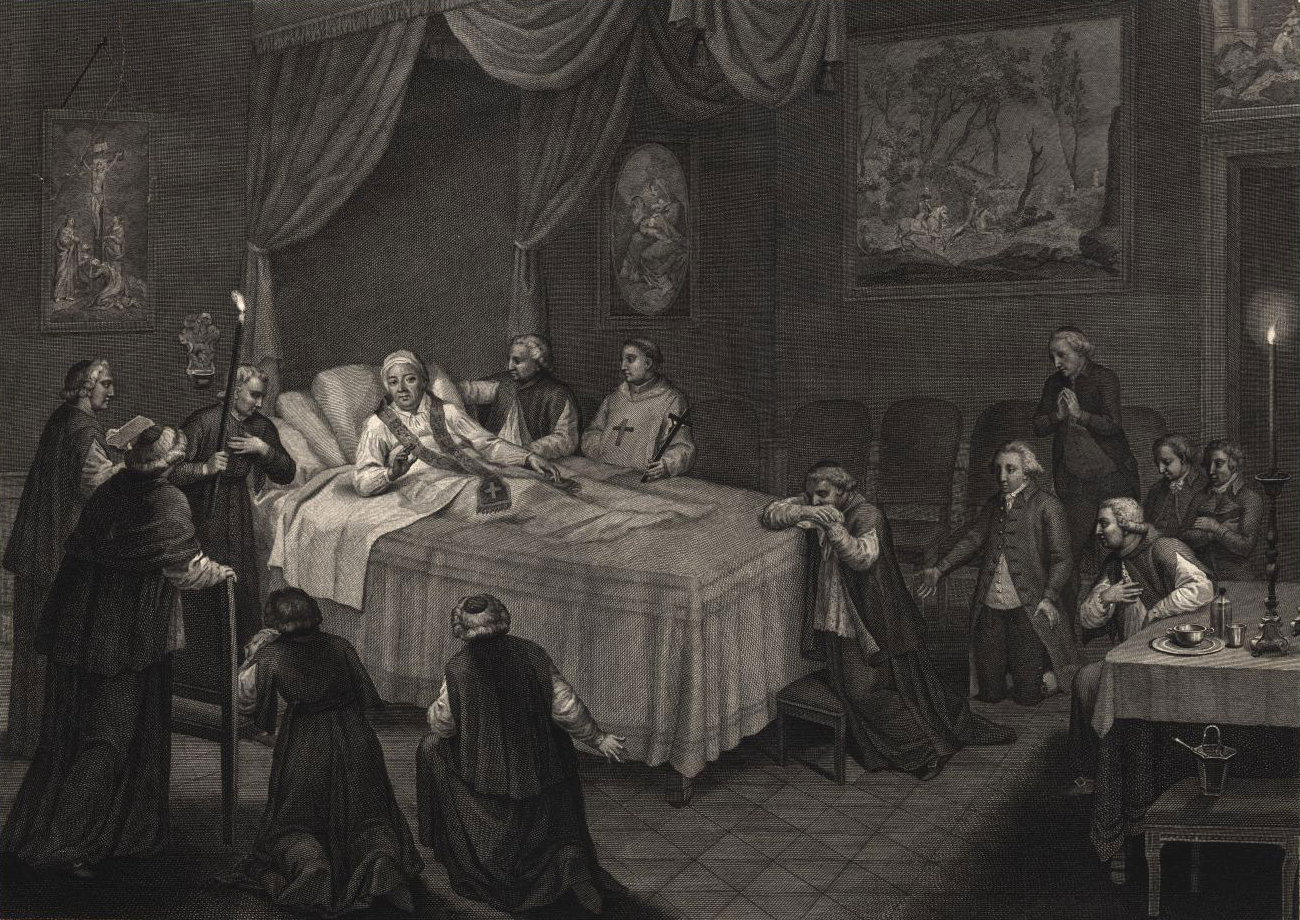
Muerte de Pío VI en Valence, en 1799. Grabado de G. Beys, h. 1800.

Con el estallido de la Revolución francesa, Pío debió observar en silencio a la Iglesia galicana suprimida, las posesiones eclesiásticas y pontificias en Francia confiscadas y una efigie de él quemada por la misma población. El asesinato del agente republicano Hugo de Basseville en las calles de Roma, en enero de 1793, dio un nuevo motivo de choque: la corte papal fue acusada de complicidad por la Convención, y Pío echó su suerte al aliarse con la Primera Coalición contra la Primera República Francesa.

### El estado de la Santa Sede
En 1796, Napoleón Bonaparte invadió la península itálica, derrotó a las tropas papales y ocupó Ancona y Loreto. No siguió al sur, sin conquistar Roma como había ordenando el Directorio francés, siendo consciente de que si la realizaba no ganaría adeptos entre las poblaciones francesa e italiana. Pío pidió la paz, pactada con el Tratado de Tolentino, el 19 de febrero de 1797. Por medio de éste se transfería Romaña a la recién formada República Cispadana de Bonaparte (fundada en diciembre de 1796 de la fusión de Reggio, Módena, Bolonia y Ferrara), con la esperanza de que los franceses no perseguirían más las tierras papales. Varias reformas se hicieron en las regiones controladas por los franceses, donde se confiscó gran parte propiedad de la Iglesia.
Sin embargo, pronto Roma sería ocupado, fruto de varios factores conjuntos. En primer lugar, la entrada del ejército ruso, por el norte de Italia, empujó la retaguardia francesa. En segundo lugar, el 28 de diciembre de 1797, en un motín creado por algunos revolucionarios italianos y franceses, el general Léonard Duphot de la embajada francesa murió, y se creó un nuevo pretexto para la invasión.
Louis Alexandre Berthier marchó hacia Roma, entrando en ella sin oposición el 13 de febrero de 1798 y, proclamando una república romana, exigió al Papa la renuncia a su autoridad temporal. Tras la negativa de éste, fue hecho prisionero y escoltado, el 20 de febrero, a Siena, y de allí a la cartuja cercana a Florencia. La declaración francesa de guerra contra Fernando III de Toscana condujo al traslado de Pío, él cual, mortalmente enfermo, terminaría su viaje en la ciudadela de Valence, donde feneció seis semanas luego de su llegada, el 29 de agosto de 1799.

## Venecia: el cónclave a buen resguardo
Con la pérdida del Vaticano y del poder temporal del Papa, los cardenales estaban en una posición de riesgo. Se vieron obligados a celebrar el cónclave en Venecia, último a realizarse fuera de Roma. Esto siguió a una ordenanza emitida por Pío VI, hecha un año antes de morir, en la que se declaró que el cónclave, en tal situación, se celebrara en la ciudad con el mayor número de cardenales entre la población. Una de las capillas del monasterio benedictino de San Giorgio en Venecia fue elegido como el lugar del cónclave. La ciudad, junto con otras tierras del norte de Italia, se encontraban en poder del Archiducado de Austria, cuyo gobernante Francisco II, emperador del Sacro Imperio, acordó correr con los costos del cónclave.
A pesar de haber comenzando el 30 de noviembre de 1799, los cardenales reunidos no pudieron superar un punto muerto entre tres candidatos hasta marzo de 1800. Treinta y cuatro cardenales estuvieron presentes en el inicio, a los que se les uniría más tarde el cardenal Franziskus Herzan von Harras, comisionado imperial y que utilizaría el veto de Francisco II dos veces durante el cónclave. Solo 35 cardenales en total participaron, el número más bajo de participantes desde el cónclave de 1513.

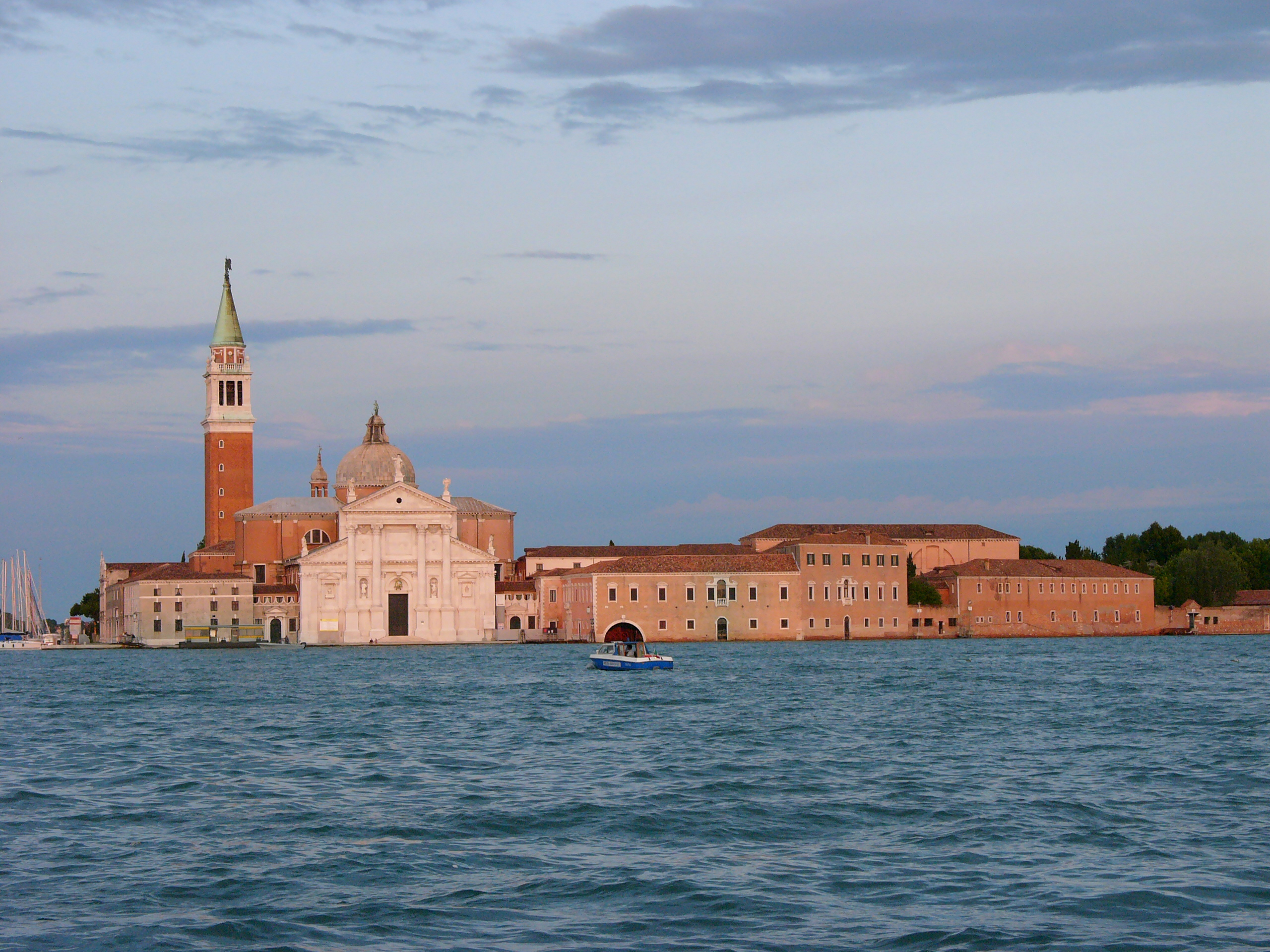
Monasterio de San Giorgio, Venecia.

Ercole Consalvi fue votado casi por unanimidad como secretario del cónclave, siendo una figura clave en la elección del nuevo Papa. Carlo Bellisomi parecía el ganador seguro, con un amplio apoyo de los cardenales, pero su impopularidad entre los prelados austriacos, que votaban a favor de Alesssandro Mattei, lo terminaron por someter al veto. Las deliberaciones añadieron un tercer candidato posible en la persona de Hyacinthe Sigismond Gerdil, pero también fue vetado por Austria. A medida que el cónclave entraba en su tercer, Maury, un cardenal neutral, sugirió a Barnaba Chiaramonti, que, con el apoyo del secretario Consalvi, fue elegido.
Chiaramonti era, en ese momento, obispo de Imola en la República subalpina. Al llegar Bonaparte a su diócesis, en 1797, se hizo famoso por realizar un discurso en el que afirmó que los buenos cristianos podían también ser buenos demócratas, un discurso calificado de "jacobino" por el propio Bonaparte. A pesar de que no pudo salvar su diócesis de las confiscaciones y la reforma, si pudo impedir la Iglesia se disolviera, a diferencia de lo ocurrido en Francia.
Debido a su ubicación temporal en Venecia, la coronación papal fue apresurada. Al no tener tesoros papales, las mujeres de la ciudad realizaron el encargo de una tiara, la famosa corona de papel maché, adornada con sus joyas. Chiaramonti fue declarado como Pío VII y coronado el 21 de marzo en una iglesia del estrecho monasterio.

## Los primeros días de Pío VII

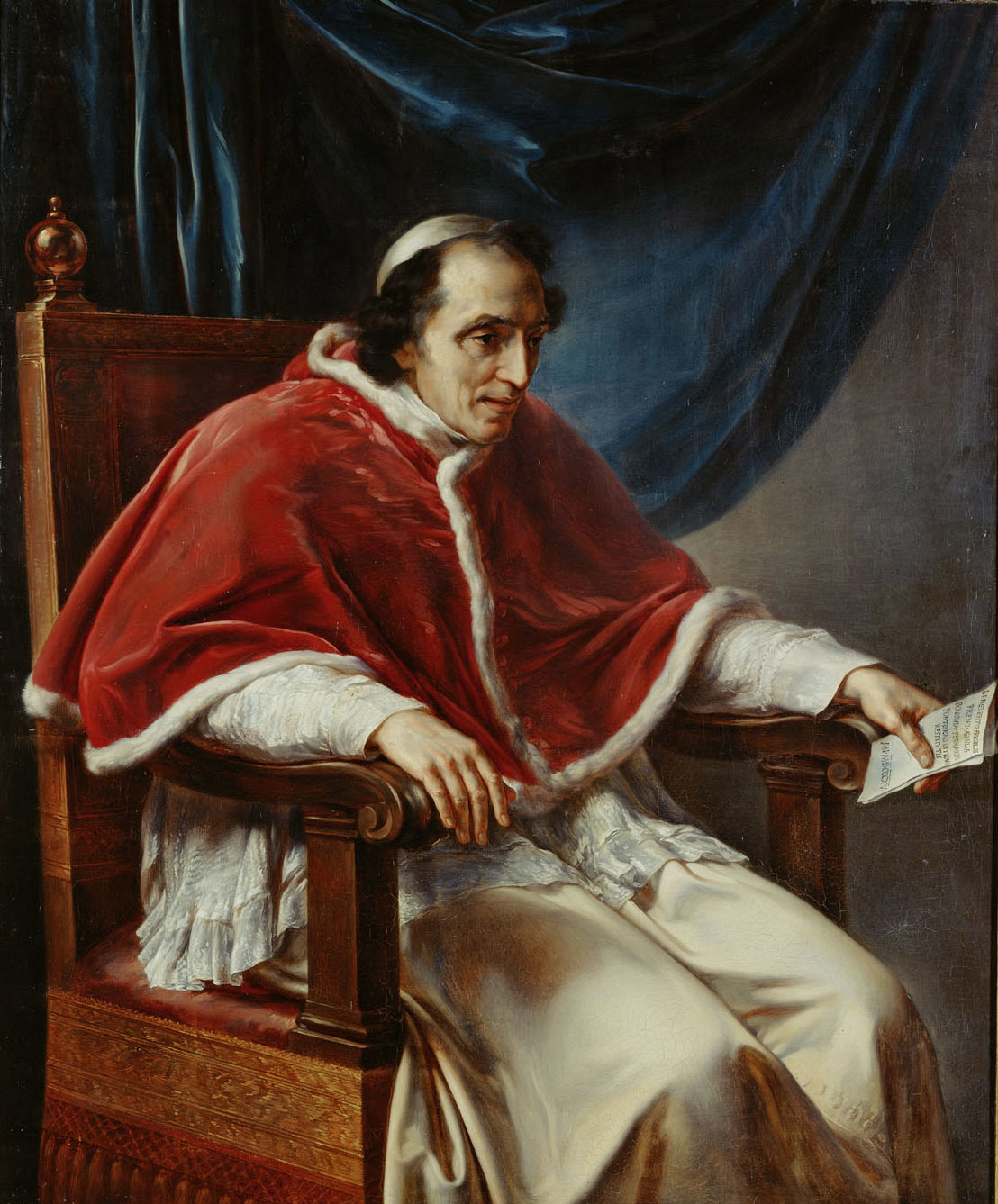
Pío VII.

Luego de la Batalla de Marengo, el 14 de junio de 1800, Bonaparte recuperó el norte de Italia de las fuerzas austriacas. A raíz de ello, el francés decidió reconocer al nuevo Papa y restauró las fronteras de los Estados Pontificios que figuraban en el Tratado de Tolentino.
El nuevo Papa se dirigió a Roma, donde fue recibido con júbilo por la población el 3 de julio. Temiendo otra invasión, decretó que los Estados Pontificios permanecerían neutrales ante la lucha entre los napoleónicos y el Reino de Nápoles.
El ya exsecretario del cónclave, Ercole Consalvi, se convirtió en el Secretario de Estado de Pío, el 11 de agosto. Un mes antes, en Francia se había reconocido oficialmente al catolicismo como la religión mayoritaria, mas no estatal, en el Concordato de 1801, y se le concedió a la Iglesia una libertad parcial a través de una constitución del clero particular. El Concordato reconoció además a los Estados Pontificios y las tierras que se le habían confiscado. La restitución de los Estados Pontificios se hizo oficial por el Tratado de Lunéville, en 1803.